# Jeden dzień w Europie
Jeden dzień w Europie (ang. One Day in Europe) – hiszpańsko-niemiecka komedia z 2005 roku wyreżyserowana przez Hannesa Stöhra. Wyprodukowana przez Filmanova i Moneypenny Filmproduktion GmbH.
Premiera filmu miała miejsce 12 lutego 2005 roku. W Polsce premiera filmu odbyła się 26 sierpnia 2005 roku.

## Opis fabuły
Film opowiada o czterech historiach, które rozgrywają się w różnych miastach. Cała Europa emocjonuje się finałem piłkarskiej Ligi Mistrzów. Tymczasem w Moskwie Angielka Kate (Megan Gay) wdaje się w awanturę ze swoim chłopakiem, a węgierski turysta Gabor (Péter Schere) zostaje okradziony w Santiago de Compostela.

## Produkcja
Zdjęcia do filmu kręcono w czterech miastach – w Berlinie (Niemcy), w Stambule (Turcja), w Moskwie (Rosja) i w Santiago de Compostela (Hiszpania).

## Obsada
Źródło: Filmweb
- Florian Lukas jako Rocco
- Erdal Yildiz jako Celal
- Oleg Assadulin jako azjatycki oficer
- Kirsten Block jako pani oficer z Berlina
- Rachida Brakni jako Rachida
- Miguel de Lira jako sierżant na granicy
- Megan Gay jako Kate
- Vita Saval jako pani oficer z Moskwy
- Péter Scherer jako Gabor
- Ludmiła Cwietkowa jako Jelena
- Andriej Sokołow jako Andriej

i inni.

## Nagrody i nominacje
Źródło: Filmweb
| Rok  | Miejsce                                    | Nagroda          | Kategoria                  | Odbiorcy i nominowani | Wynik     |
| ---- | ------------------------------------------ | ---------------- | -------------------------- | --------------------- | --------- |
| 2005 | Międzynarodowy Festiwal Filmowy w Berlinie | Złoty Niedźwiedź | Udział w konkursie głównym | Hannes Stöhr          | Nominacja |